# Vital Maeyens

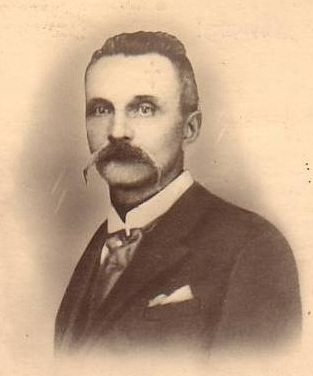
Vital Maeyens.

Vital Maeyens (Knesselare, 9 augustus 1866 - aldaar, 18 juli 1944) was notaris en burgemeester van de Belgische plaats Knesselare, van 1909 tot 1919. Hij was tevens plaatsvervangend vrederechter van het Kanton Zomergem. Maeyens was gehuwd met Malvina De Spiegelaere.

## Politieke familie
Maeyens werd gemeenteraadslid in 1899 in opvolging van zijn vader schepen Romanus Maeyens (1825-1897). Hĳ was lid van de provincieraad van de provincie Oost-Vlaanderen van 1894 tot 1921. Hij was de broer van Karel Emiel Maeyens en schoonbroer van Jean-Baptiste Cooreman, beiden eveneens provincieraadslid.